# 許立民
許立民（1972年—），中華民國醫師、政治人物。臺南一中、高雄醫學大學畢業，曾任臺北市政府社會局局長。

## 經歷
曾任臺南奇美醫院心臟科醫師，後任臺大醫院創傷醫療部主治醫師，重視環保，長久以來投身社會運動，曾參與臺南永揚掩埋場抗議行動、七股漁民反雷達站行動、反對美國牛肉進口行動、反對放寬集水區管制行動等。2014年六都市長選舉期間擔任臺北市長候選人柯文哲「公民咖啡館」統籌。柯文哲當選後接任社會局長。
2015年1月12日，臺北市長柯文哲在公益活動上被拱熱舞，因為事先未被告知要跳舞，手足無措，怒罵了許立民，遭到各媒體瘋狂報導。1月13日在市政會議上，柯文哲當眾道歉，表示自己遷怒。許立民表示：「過去就過去了，以後也會檢討活動流程。」
2018年卸任社會局長，後由陳雪慧接任。